# スルタン・メジド・エフェンディエフ
スルタン・メジド・メジド・オグルィ・エフェンディエフ（ロシア語: Султан Меджид Меджид оглы Эфендиев、現代アゼルバイジャン語: Sultan Məcid Məcid oğlu Əfəndiyev、1887年5月26日 - 1938年4月21日）は、アゼルバイジャン社会主義ソビエト共和国の政治家。

## 生涯

### 前半生
エフェンディエフは、1887年5月26日にロシア帝国バクー県シェマハで生まれた。父は商人、祖父はムフティーであり、初等教育をマクタブで受けた後はシェマハの3年制学校で学んだ。父の事業は順調であったが、1902年の地震 (az) で一家はすべての財産を失い、バクーへと移り住んだ。エフェンディエフはバクーの6年制学校で最初にマルクス主義に出会い、1904年にロシア社会民主労働党に入党するとともにヒュンメト創設者の一人となった。
ロシア第一革命にも関わった後、1915年にカザン大学医学部を卒業。ヴァシリスルスクとウラジミロフカで医師として働いた。二月革命後からバクーのソビエトや党組織で活動し、また医師としても活動を続けた。
ボリシェヴィキ第6回大会にも出席し、翌1918年からアストラハンで反革命勢力と戦い、ロシア社会主義連邦ソビエト共和国民族問題人民委員部のカフカース・ムスリム担当委員やボリシェヴィキ中央委員会東方諸民族共産主義組織中央局副局長も務めた。1920年から翌1921年までバクー・ソビエト執行委員、アゼルバイジャン共産党中央委特別全権、ギャンジャ県委員を務め、ギャンジャでは民衆蜂起の鎮圧に関与した。1920年2月から5月までは、対チフス特別委員会議長としてクリミアで活動した。1921年から1924年までアゼルバイジャン社会主義ソビエト共和国中央執行委員会メンバーおよび農業人民委員、1924年から1927年まで労農監査人民委員およびアゼルバイジャン共産党中央統制委員会議長。連邦中執委メンバーも務める。
ボリシェヴィキ第13回・第14回大会に出席し、1924年5月31日から1927年12月2日まで連邦共産党中央統制委 (ru)・ザカフカース地方委、そしてアゼルバイジャン共産党中央委の局員でもあった。1927年から1931年12月15日までアゼルバイジャン共和国中執委副議長、同日から1937年6月まで議長も務めた。また、1932年1月28日から1937年まではザカフカース社会主義連邦ソビエト共和国中執委議長でもあった。

### 粛清
1937年5月、バクーでの大会党会議の席上において、エフェンディエフは反ソ的であるとの告発を受けた。そして同会議はエフェンディエフに加えガミド・スルタノフなどの党員の活動について調査を行うことを決議し、その結果として、翌6月5日のアゼルバイジャン共産党第8回大会において、エフェンディエフに対する告発は退けられた。しかし、同大会の出席者であったミル・ジャファル・バギロフとユヴェリヤン・スンバトフ＝トプリゼは、エフェンディエフに対しなおも自身の反ソ活動を告白するよう迫った。
バギロフはとりわけ、エフェンディエフが1924年に書いた文章でアゼルバイジャン民主共和国元首メフメト・エミーン・ラスールザーデに言及したことを問題視した。自分は「歴史的事実」を書いたに過ぎないと弁明するエフェンディエフに対し、バギロフは「同志諸君、今のは誰の言葉でしょうか？ 今のはトロツキーの言葉です」と非難し、人民委員会議議長であったグセイン・ラフマノフも、「エフェンディエフがラスールザーデを『同志・友人』と呼び、そのバクーでの活動を肯定的に評価することは明白な反ソ的欺瞞であり」、「エフェンディエフはアゼルバイジャン人民の最悪の敵であるラスールザーデを人民の指導者として認めようとしている」と難じた。これに対しエフェンディエフは、自分は33年に渡って忠実な党員生活を送ってきたのであり、いかなる中傷や挑発も受け入れない、と反論した。
6月24日、エフェンディエフはNKVDにより逮捕された。連邦中執委議長ミハイル・カリーニンは事態の説明を要求したが、バギロフはエフェンディエフの解任と反革命活動による逮捕を告げたのみであった。目撃者によれば、エフェンディエフはスンバトフ＝トプリゼを始めとするアゼルバイジャン共和国NKVD職員から激しい拷問を受けたが、それでも長い間容疑を否認し続けたという。激しい暴力の後には、エフェンディエフにはもはや嘘をつく選択肢しか残されていなかった、とNKVDの看守は回顧している。目撃者は、エフェンディエフはシャツ姿で取調室の床に座らされて全身を殴られ、そして水をかけられて意識を取り戻させられ、供述を迫られていたという。別の目撃者は、エフェンディエフは取調官によって侮蔑的に「大統領」と呼ばれていたという。
エフェンディエフについての最終報告書は1938年8月16日に提出され、それによると、エフェンディエフは反革命への関与を否定したが、状況を考慮するとエフェンディエフの民族主義的反革命組織への参加を証明することは可能、とされている。エフェンディエフは、1938年4月21日に連邦最高裁軍事参議会によって死刑判決を下され、同日、他のアゼルバイジャン共和国元高官（ルフッラ・アフンドフ、ミルザ・ダヴド・グセイノフ、ダダシュ・ブニアザーデら）と同じく銃殺刑に処された。後に名誉回復がなされた。
エフェンディエフの名は、バクー第2総合病院とシャマヒ国立病院に残されている。